# Bledius fenyesi
Bledius fenyesi är en skalbaggsart som beskrevs av Max Bernhauer och Schubert 1911. Bledius fenyesi ingår i släktet Bledius och familjen kortvingar. Inga underarter finns listade i Catalogue of Life.